# Formes fixes
Le formes fixes (in italiano forme fisse) sono forme poetiche (in particolar modo delle canzoni) francesi del XIV e XV secolo tradotte in forme musicali. In modo specifico, queste forme erano la ballade, il rondeau e il virelai, tutte costituite da un modello complesso di ripetizione di versi e da un ritornello, con contenuto musicale in due sezioni principali. Tutte e tre queste forme possono essere trovate nelle fonti del XIII secolo, mentre una fonte del XV secolo dà Philippe de Vitry come il loro primo compositore. Il primo repertorio complessivo di queste forme venne scritto da Guillaume de Machaut.
Le formes fixes cessarono letteralmente di essere utilizzate in musica intorno alla fine del XV secolo, sebbene la loro influenza continuasse, e le forme poetiche seguitassero ad essere usate dai poeti, specialmente il rondeau.
Alcune forme di altre regioni e periodi vengono riferite come formes fixes. Nell'Italia del XIV secolo, queste comprendono il madrigale e successivamente la ballata e la barzelletta; Nelle regioni di lingua tedesca, la forma bar; in Spagna, la cantiga del XIII secolo e successivamente la canción e il villancico.